# Pola Jaru
Pola Jaru (również Iaru, egip. sehet jaru – pola trzcin) – w mitologii egipskiej obszar rolniczy położony w niebie, do którego po śmierci trafiają sprawiedliwi; staroegipski raj.
W wyobrażeniach Egipcjan otoczony wodą, wyspowy teren z polami uprawnymi Ozyrysa. Każdy zmarły musiał na tych polach pracować, chyba że miał swoich uszebti, którzy za niego tę pracę wykonywali. Mógł wtedy odpoczywać, a ogromne plony z żyznej ziemi gwarantowały mu szczęśliwy żywot wieczny.
Zmarły mógł mieszkać w swoim grobie, mógł też o wschodzie słońca wychodzić na świat pod różnymi postaciami np. ptaka, barana, szarańczy czy kwiatu lotosu. O zachodzie słońca musiał jednak powracać na Pola Jaru.